# Los tipitos (álbum)
Los tipitos es el segundo álbum de Los Tipitos y posee un nombre homónimo al de la banda. Fue editado en 1996 con ayuda de León Gieco, quien un invierno antes los había escuchado e invitado a grabar y producirlos bajo su sello. Durante 1997 realizaron las giras de presentación de este disco que, vale destacar, fue el primero en su formato, ya que antes había sido lanzado un casete que fue rescatado en 2005.

## Listado de canciones
1. Intro
2. La gorda Montero
3. La cara del asesino en la retina del cadáver
4. Marcando la bobera
5. Polillas
6. Rap
7. El ojo en la montaña
8. Cuervos
9. El sueño de la mujer
10. Malvin

## Personal
- Abraxax Discográfica y Cañada Discos - Producción ejecutiva

- H. Courvasier - Técnico de grabación y mezcla

- Javier Wirtz - Arte de Tapa y Diseño Gráfico

- Martín Maldonado - Foto interior

- Alberto Breccia - Ilustración interior

- Estudios Edison - Mezcla y grabación en julio de 1996

- Los Tipitos y León Gieco - Idea y Rock and Roll (música)